# وریرمیسا
وریرمیسا (به لاتین: Verioramõisa) یک روستا در استونی است که در وریرا پاریش واقع شده‌است.